# Alice Spencer
Alice Spencer, comtesse de Derby (4 mai 1559-23 janvier 1637) est une aristocrate anglaise de la famille Spencer et une mécène reconnue des arts. Le poète Edmund Spenser le représente comme "Amaryllis" dans son églogue Colin Clouts Come Home Againe (1595) et lui a dédié son poème The Teares of the Muses (1591).
Son premier mari est Ferdinando Stanley, 5e comte de Derby, possible candidat au trône anglais. Sa fille aînée, Anne Stanley, comtesse de Castlehaven, est l'héritière présomptive de la reine Élisabeth Ire. Elle épouse en secondes noces en 1600 Thomas Egerton, 1er vicomte Brackley.

## Famille
Alice est née à Althorp le 4 mai 1559, et est la plus jeune fille de Sir John Spencer, député et Haut Shérif du Northamptonshire, et de Katherine Kytson. Elle a trois frères et trois sœurs aînées, dont Anne, baronne Mounteagle et Elizabeth, baronne Hunsdon.

## Mariages et descendance
Vers 1579, Alice épouse Ferdinando Stanley, héritier du comte de Derby. Sa mère, Margaret Clifford, est l'héritière présomptive de la reine Élisabeth Ire de 1578 jusqu'à sa mort en 1596. Le 25 septembre 1593, il devient comte de Derby et seigneur de Man à la suite de son père .
Ensemble, Ferdinando et Alice ont trois filles :
- Anne Stanley (mai 1580 - octobre 1647), épouse d'abord Grey Brydges, 5e baron Chandos, puis Mervyn Tuchet, 2e comte de Castlehaven, des enfants sont issus de ces deux unions,
- Frances Stanley (1er mai 1583 - 11 mars 1636), épouse John Egerton, 1er comte de Bridgewater, avec qui elle a des enfants,
- Elizabeth Stanley (6 janvier 1588 - 20 janvier 1633), épouse Henry Hastings, 5e comte de Huntingdon, avec qui elle a des enfants.

Son mari meurt le 16 avril 1594, et lorsque la mère de celui-ci meurt deux ans plus tard, sa fille aînée, Anne devient héritière présomptive de la reine Élisabeth Ire. À la mort de la reine en 1603, cependant, la couronne passe au roi Jacques VI d'Écosse qui descend de Marguerite Tudor, la sœur aînée du roi Henri VIII, tandis que les Stanley descendent de sa sœur cadette, Marie Tudor.
Pendant un mois après la mort de son mari, sa troupe de théâtre se produit à son domicile de Lathom House sous le nom de The Countess of Derby's Men. Ils sont arrivés à Lathom House peu de temps avant la mort du comte et étaient connus à l'époque sous le nom de Earl of Derby's Men .
Le 20 octobre 1600, elle épouse Thomas Egerton, qui le 21 juillet 1603 devient baron Ellesmere, et le 7 novembre 1616 vicomte Brackley. Moins de deux ans après leur mariage, le fils de Thomas et de sa première épouse, Elizabeth Ravenscroft, John, épouse la deuxième fille d'Alice, Frances.
Ensemble, Alice et son nouveau mari fondent la Bridgewater Library .
En 1601, Thomas Egerton achète Harefield Place dans le Middlesex, et en juillet 1602, la reine y est reçue .
Alice fait construire Haydon Hall à Eastcote en 1630 après s'être inquiétée du fait que le second époux de sa fille Anne, Lord Castlehaven, pourrait tenter de réclamer sa succession après sa mort. Après sa mort en 1637, sa fille aînée reprend le nom de son premier époux et devient propriétaire de la maison.

## Edmund Spenser
Alice est une mécène reconnue des arts, ainsi ses sœurs Anne et Elizabeth. Le poète Edmund Spenser est l'un de ses parents éloignés et dans son poème pastoral, Colin Clouts Come Home Againe, il la représente sous le nom d'"Amaryllis", tandis que ses sœurs Anne et Elizabeth sont "Charillis" et "Phyllis", et son mari "Amyntas". Spenser lui a également dédié ses Teares of the Muses .

## Mort
Alice est décédée le 23 janvier 1637 et est inhumée le 28 janvier en l'église St Mary the Virgin, Harefield. Un monument dédié à sa mémoire et celles ses trois filles est construit en cette église, selon ses propres instructions, avant sa mort.

## Portraits

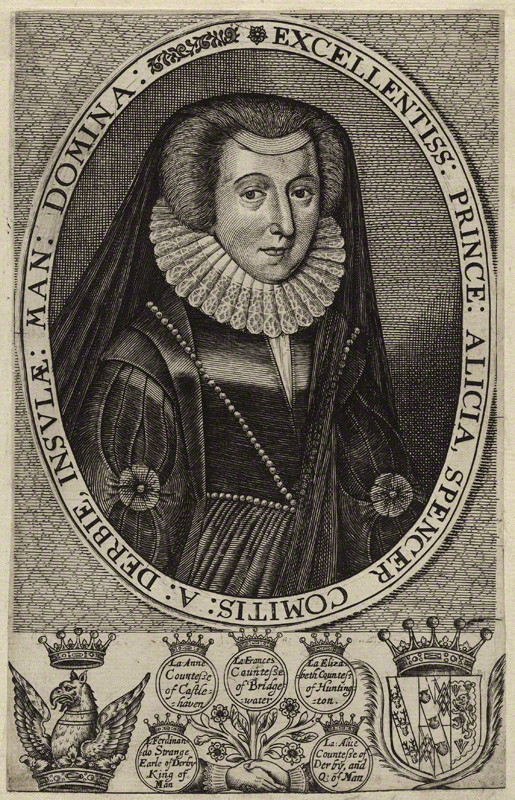
Gravure d'Alice Spencer par un artiste inconnu. Il est exposé la National Portrait Gallery.

Roy Strong identifie Alice comme le sujet d'une gravure exposée à la National Portrait Gallery de Londres . Il a également identifié un portrait d'un peintre dans le cercle de Marcus Gheeraerts le Jeune comme étant celui d'Alice dans ses jeunes années.